# 石川県道126号宇野気停車場線
石川県道126号宇ノ気停車場線（いしかわけんどう126ごう うのけていしゃじょうせん）は、石川県かほく市宇ノ気地区内にある一般県道（石川県道）である。

## 概要
- 起点：石川県かほく市森レ87番2地先[1]（＝JR七尾線宇野気駅前）
- 終点：石川県かほく市宇野気リ1番1地先（＝宇ノ気大橋交差点・石川県道8号松任宇ノ気線終点、石川県道59号高松津幡線交点）

かほく市宇ノ気地区の中心地にある宇野気駅と石川県道59号高松津幡線とを結ぶ。かつては、宇ノ気交差点で国道159号（通称・産業道路、現在は市道に降格）と接続していた。起点から、JR七尾線に沿って弧を描くように宇野気地区を南下し、終点に至る。

## 現況
2000年代前半までは車道のみで構成され、両側幅員6.0m（片側3.0m）の道路であった。沿道には駅前から続く商店や民家が連なっており、特に本町地内ではカーブしていることから見通しが悪かった。これを解決すべく、2000年代後半からは道路の拡幅が行われ、同時に街並みを修景するプロジェクトが進められている。これにより、車道は両側9.0m（片側4.5m）に拡幅し、うち両側3.0m（片側1.5m）には停車帯が設置される。また、新たに車道両側に幅員2.5mの歩道が設置され、街路樹も植えられる。後述の第1期工事完了に合わせて、歩道には沿線のかほく市立宇ノ気小学校の児童が作成したレリーフが埋め込まれている。
車道中央部には、中央線の白実線に沿って、地下水による消雪パイプ（融雪装置）が設置されている。この消雪パイプは、上水道配水管工事と合わせて1,000万円で設置された。石川県内の町や村の道路に消雪パイプが設置されたのは、これが初めてであった。
沿道には県道番号標識が立てられていない。県道であると認識できるものとして、終点の宇ノ気大橋交差点に設置されている案内標識がある。この案内標識には当県道方向の矢印に当県道番号が付されている。

## 歴史
- 1956年（昭和31年）：宇野気駅前202mを60万円（宇ノ気町負担15万円）かけて舗装。
- 1957年（昭和32年）：宇野気駅前240mを100万円（宇ノ気町負担25％、地元25％）かけて舗装。
- 1958年（昭和33年）：197mを舗装。
- 1960年（昭和35年）：県道宇ノ気津幡線（現在の石川県道59号高松津幡線）と合わせて、舗装260mを150万円かけて舗装。これにより、全区間舗装完了。
- 1960年（昭和35年）10月15日：路線認定。
- 1971年（昭和46年）12月：融雪装置設置。
- 2005年（平成17年）9月：都市計画道路宇ノ気狩鹿野線「街なか再生・目抜き通り整備事業」の第1期工事（220m）開始。
- 2007年（平成19年）3月：上記第1期工事（220m）が完了。
- 2009年（平成21年）5月30日：「都市計画道路宇ノ気狩鹿野線」を「都市計画道路宇野気ふれあい通り線」に改称。
- 2011年（平成23年）2月現在、上記第2期工事が進められている。

## 接続道路
- 石川県道8号松任宇ノ気線、 石川県道59号高松津幡線（かほく市宇野気・宇ノ気大橋交差点：終点）

## 道路の通称
- ふれあい通り
  - 道路の通称名を標す案内標識（119-A、119-B、119-C）の替わりに、歩道部に「ふれあい通り」と標した標石が立てられている。

## 周辺
- JR七尾線 宇野気駅
- PFU本社
- かほく市立宇ノ気中学校
- マイタウンパオ
- JA石川かほく 宇ノ気支店
- ふれあい公園
- 宇野気区公民館 - 宇ノ気スポーツセンター
- かほく市立宇ノ気小学校
- かほく市寸心園（旧西田記念館）
- 新宇ノ気川

## その他
- 当県道の法定路線名に使われている「うのけ」は、駅名や周辺の大字名などで使われている「宇野気」ではなく、旧自治体名や河川名などで使われている「宇ノ気」である。